# Bogusław Herse (1872–1943)

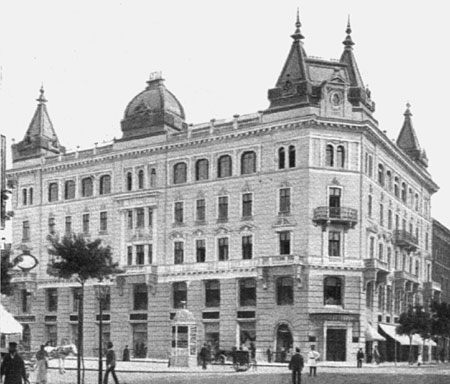
Siedziba Domu Mody Bogusława Hersego przy ul. Marszałkowskiej 150

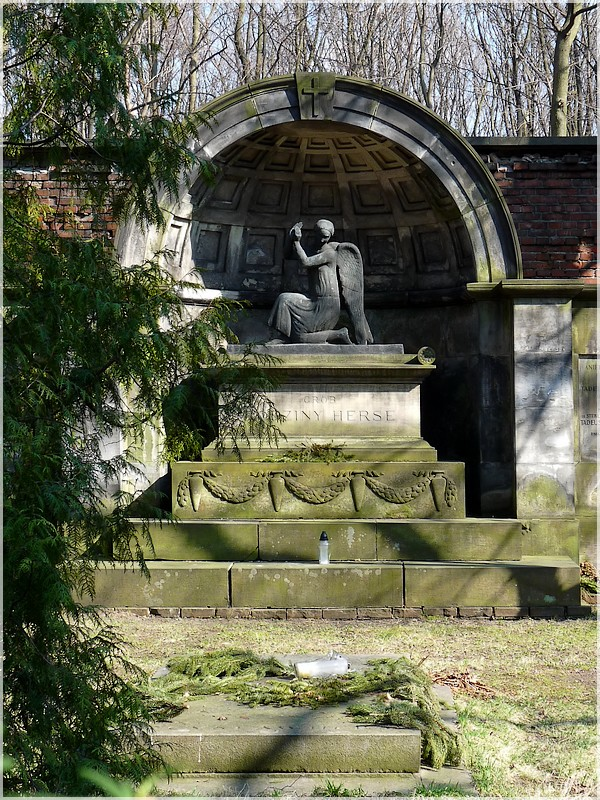
Grobowiec rodziny Herse na cmentarzu Powązkowskim w Warszawie (kwatera 205)

Bogusław Władysław Herse (ur. 13 września 1872 w Warszawie, zm. 30 października 1943 w Laskach) – polski przedsiębiorca, członek Rady Centralnego Związku Polskiego Przemysłu, Górnictwa, Handlu i Finansów w 1920 roku, członek Obywatelskiego Komitetu Wykonawczego Obrony Państwa w 1920 roku.

## Życiorys
Syn Bogusława Macieja (1839–1880), współzałożyciela Domu Mody Bogusław Herse i Filipiny z Kottków. Firmę po śmierci Bogusława Macieja przejął jego brat Adam (1850–1915), który doprowadził przedsiębiorstwo do rozkwitu. W 1890 przeniósł siedzibę Domu Mody do nowej siedziby przy ul. Marszałkowskiej 150. 
Ukończył studia ekonomiczne w Paryżu i w firmie rodzinnej pracował początkowo jako doradca, a po śmierci stryja Adama w 1915 przejął prowadzenie Domu Mody. Został sędzią handlowym i prezesem Izby Handlowej Polsko-Francuskiej.
W 1936 w wyniku strat finansowych spowodowanych dwoma poważnymi pożarami oraz ogólnoświatowym kryzysem podjął decyzję o zamknięciu Domu Mody i sprzedaży kamienicy
Zmarł w Laskach. Został pochowany na cmentarzu Powązkowskim (kwatera 205-1/6-11/18).

## Życie prywatne
4 stycznia 1899 zawarł związek małżeński z Emilią Henryką Limprecht (1880–1957), z którą miał dwoje dzieci: Adama Bogusława (1900–1967) i Annę Zofię (1902–1976). Córka została żoną Jerzego Houwalta.
Jego stryjem był Jarosław Herse, burmistrz Poznania.

### Taternictwo
Z zamiłowania taternik, jego przewodnikami byli Jędrzej Wala (młodszy) i Klemens Bachleda, pod koniec XIX wieku był uznawany za jednego z najaktywniejszych wspinaczy. W towarzystwie Ferdynanda Hoesicka w 1887 wszedł na Łomnicę, Lodowy Szczyt, Wysoką i Rysy, dwa lata później z Janem Robertem Gebethnerem (swoim szwagrem) i Adolfem Scholtze był na Gerlachu i Mięguszowieckim Szczycie. W późniejszym czasie zakupił willę Schodnica, gdzie podejmował Jana Kasprowicza, Władysława Orkana i Kazimierza Przerwę-Tetmajera.

## Ordery i odznaczenia
- Krzyż Oficerski Orderu Odrodzenia Polski (2 maja 1923)[9][10]
- Złoty Krzyż Zasługi (7 grudnia 1932)[11]
- Złota Odznaka Honorowa Ligi Obrony Powietrznej i Przeciwgazowej] I stopnia[12]
- Krzyż Oficerski Orderu Legii Honorowej[7]
- Krzyż Kawalerski Orderu Legii Honorowej[7]

## Członkostwo
- Prezes Rady Naczelnej Zrzeszeń Kupiectwa Polskiego;
- Prezes Stowarzyszenia Kupców Polskich (1915–1936);
- Wiceprezes Lewiatana;
- Wiceprezes Międzynarodowej Izby Handlowej w Paryżu;
- Prezes Izby Handlowej Polsko-Francuskie;
- Członek Rady Banku Polskiego;
- Wiceprezes rady Banku Kupiectwa Polskiego, zatwierdzonego w 1919[13][14][15].